# Ротково
Ротково (рос. Ротково) — присілок у Гатчинському районі Ленінградської області Російської Федерації.
Населення становить 27 осіб. Належить до муніципального утворення Большеколпанське сільське поселення.

## Географія
Населений пункт розташований на південній околиці міста Санкт-Петербурга.

## Історія
Згідно із законом від 16 грудня 2004 року № 113—оз належить до муніципального утворення Большеколпанське сільське поселення.

## Населення
| 1838 | 1862 | 1885 | 1928 | 1958 | 1997 | 2002 |
| ---- | ---- | ---- | ---- | ---- | ---- | ---- |
| 70   | ↗80  | ↘68  | ↗204 | ↘176 | ↘79  | ↘68  |
| 2007 | 2010 | 2011 | 2012 | 2017 |      |      |
| ↘57  | ↘50  | ↘39  | →39  | ↘27  |      |      |